# اچ‌ام‌ای‌اس اسنایت
اچ‌ام‌ای‌اس اسنایت (به انگلیسی: HMAS Snipe) یک کشتی بود که طول آن ۱۵۲ فوت (۴۶ متر) بود. این کشتی در سال ۱۹۵۲ ساخته شد.